# Дирів Орест Ігорович
Оре́ст І́горович Ди́рів (* 3.9.1994) — солдат, Державна прикордонна служба України, молодший лейтенант вільного козацтва.

## З життєпису
Доброволець, Київський козацький полк. 23 серпня 2014 року вчотирьох — з Станіславом Кохановським, Андрієм Мойсеєнком, Юрієм Осипенком протистояли російському наступу на Новоазовськ. Усі четверо поранені, контужені.

## Нагороди
За особисту мужність і героїзм, виявлені у захисті державного суверенітету та територіальної цілісності України, вірність військовій присязі під час російсько-української війни
- нагороджений орденом орденом «За мужність» III ступеня (26.2.2015).